# Philip Anderson (natuurkundige)
Philip Warren Anderson (Indianapolis, 13 december 1923 – Princeton (New Jersey), 29 maart 2020) was een Amerikaans natuurkundige die in 1977 samen met Nevill Mott en John van Vleck de Nobelprijs voor Natuurkunde ontving voor "hun fundamentele theoretische onderzoek naar de elektronische structuur van magnetische en ongeordende systemen". Anderson heeft onder meer bijgedragen aan de theorie van lokalisatie, antiferromagnetisme en supergeleiding bij hoge temperaturen.

## Biografie
Anderson was de zoon van Harry Warren Anderson, professor fytopathologie aan de Universiteit van Illinois te Urbana-Champaign, waar hij opgroeide van 1923 tot 1940. Na de University Laboratorium High School in Urbana ging hij in 1940 naar de Harvard-universiteit. Aan Harvard studeerde hij onder John Hasbrouck van Vleck die tevens zijn promotiebegeleider was.
Van 1949 tot 1984 was Anderson verbonden aan Bell Labs in New Jersey, waar hij werkte aan een breed scala van problemen gerelateerd aan de fysica van gecondenseerde materie. Gedurende deze periode ontdekte hij het concept van lokalisatie, het idee dat uitgebreide toestanden gelokaliseerd kunnen worden door de aanwezigheid van wanorde in een systeem. Andersons onderzoek naar de elektronische structuur van magnetische en wanordelijke systemen was van grote invloed op de ontwikkeling van computergeheugen.
Ander werk van hem zijn: de Anderson-hamiltoniaan, die de elektronen beschrijft in een overgangsmetaal; en de pseudospinbenadering van de BCS-theorie van supergeleiding. In een beroemd artikel geschreven in 1962, liet Anderson zien hoe het foton massa verwerft in een supergeleider. Andersons theorie ging vooraf aan de Nobelprijs winnende werk van Peter Higgs en François Englert op het mechanisme van het Brout-Englert-Higgsveld, voor het ontstaan van massa in wat later het standaardmodel van de deeltjesfysica werd.
Van 1967 tot 1975 was Anderson tevens een hoogleraar theoretisch natuurkunde aan de universiteit van Cambridge. In 1977 werd hij onderscheiden met de Nobelprijs voor Natuurkunde. Zijn onderzoek leidde onder andere tot de ontdekking van elektronische schakel- en geheugenkernen in computers. In 1982 werd hij onderscheiden met de National Medal of Science.
In 1984 ging hij bij Bell Labs officieel met pensioen; hij was ook Joseph Henry Professor of Physics aan de Princeton-universiteit tot zijn emeritaat in 1997.

## Onderscheidingen
Voor zijn onderzoek ontving Philip Anderson verscheidene prijzen en eerbewijzen. De belangrijkste daavan zijn: 
- 1963: Lid van American Academy of Arts and Sciences
- 1964: Oliver E. Buckley Condensed Matter Prize van de American Physical Society (APS)
- 1967: Lid van de National Academy of Sciences
- 1975: Dannie Heineman Preis van de Akademie der Wissenschaften Göttingen
- 1977: Nobelprijs voor Natuurkunde
- 1980: Lid van American Association for the Advancement of Science
- 1983: National Medal of Science
- 1991: Lid van de American Philosophical Society
- 1994: Corresponderend lid van de Russische Academie van Wetenschappen
- 1997: Bardeen Prize